# Tiohemiacetale
Tiohemiacetale – grupa siarkoorganicznych związków chemicznych, siarkowych analogów hemiacetali.
Tiohemiacetale dzielą się na:
- monotiohemiacetale o wzorze ogólnym R2C(SR')OH lub R2C(OR')SH (R' ≠ H),
  - monotiohemiketale, gdy R ≠ H,
- ditiohemiacetale o wzorze ogólnym R2C(SR')SH (R' ≠ H),
  - ditiohemiketale, gdy R ≠ H.